# Tomislav Karaula
Tomislav Karaula (5 maggio 1991) è un taekwondoka croato.

## Palmarès
- Europei

Manchester 2012: bronzo nei 63 kg.